# Mutbenret
Mutbenret o Mutnodjmet va ser una noble egípcia de la XVIII Dinastia. Es tracta segurament de la germana de la Gran Esposa Reial Nefertiti.

## Nom
Es discuteix la lectura correcta del seu nom, ja que els jeroglífics de "nedjem" (nḏm) i "bener" (bnr) són semblants en aparença i tots dos signifiquen "dolç". Mentre que alguns estudiosos prefereixen la forma Mutbenret, altres prefereixen Mutnodjmet.
| G15 · t | M30 | t | Aa29 | B1 |

| G15 · t | M30 | t | Aa29 | B1 |

El nom de la reina Tanedjemet s'escriu amb el signe "bener" seguit d'un complement fonètic m, que indica que l'ostensible "bener" en aquest cas s'ha de llegir com "nedjem" i que els dos signes podrien haver funcionat indistintament en aquests noms; podria ser, doncs, el mateix per a Mutbenret/Mutnodjmet, en aquest cas l'última forma seria la correcta.
Es planteja la hipòtesi que Nefertiti i la seva germana Mutbenret/Mutnodjmet podrien haver estat filles del futur rei Ay, Nefertiti d'una dona diferent de la seva futura reina Tey (que està atestada com la "infermera" de Nefertiti); Mutbenret/Mutnodjmet podria haver nascut de qualsevol de les dones d'Ay.

## Carrera
Mutbenret apareix en diverses escenes a Amarna com a membre de la cort reial d'Akhenaton i Nefertiti. Segons alguns estudiosos, Mutbenret era la mateixa persona que Mutnodjmet, l'esposa d'Horemheb, l'últim governant de la Dinastia XVIII. Tanmateix, no hi ha proves concloents a favor o en contra d'aquesta teoria, i alguns estudiosos són en escèptics.

## Representacions
Mutbenret apareix en diverses de les Tombes dels Nobles a Amarna:
- Tomba 6: A la tomba de Panehesi, la presència de dos nans en una llinda en un registre associat a una escena d'ofrena indica que Mutbenret hi estava representada a prop (probablement en un registre al costat de les princeses reials).[8]Mutbenret/Mutnodjmet darrere de Meritaten, Meketaten i Ankhesenpaaten i la seva infermera. Escena de premiació de Parennefer.[9]

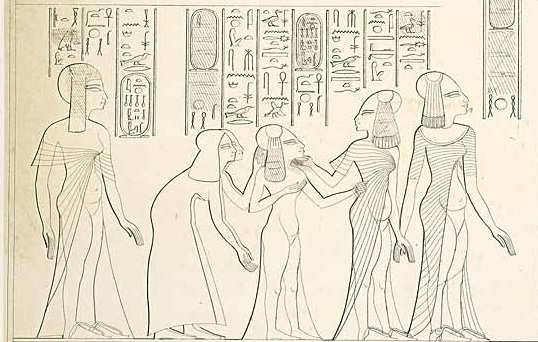
Mutbenret/Mutnodjmet darrere de Meritaten, Meketaten i Ankhesenpaaten i la seva infermera. Escena de premiació de Parennefer.

- Tomba 7: Mutbenret està representat darrere de les princeses reials a l'escena dels premis de Parennefer.[10]Mutbenret/Mutnodjmet darrere de dos cortesans inclinats. Acompanyada de dos nans.[11]

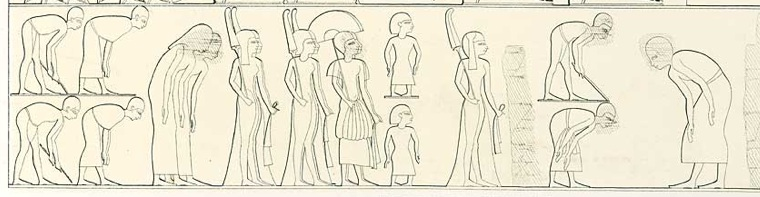
Mutbenret/Mutnodjmet darrere de dos cortesans inclinats. Acompanyada de dos nans.

- Tomba 8: Mutbenret està representada a l'escena dels premis per a Tutu. Al registre de sota del Rei i la Reina veiem la germana de la reina Mutbenret amb els seus dos nans, diversos portadors de ventalls i les infermeres de les princeses.[12]
- Tomba 14: A la tomba de Mai s'hi mostra la família reial adorant l'Aton. Akhenaton i Nefertiti van acompanyats per tres princeses. Meritaten i Meketaten són anomenades com les dues princeses del registre inferior; la tercera princesa representada a sobre d'ells és probablement Ankhesenpaaten. Cadascuna es mostra sacsejant un sistre. Per sobre de les princeses veiem la germana de la Reina Mutbenret acompanyada dels seus dos nans.[13]
- Tomba 20: Tomba anònima. A la llinda s'hi mostra la família reial adorant l'Aton. Veiem la mateixa escena a l'esquerra i a la dreta però en mirall. Akhenaton es mostra als dos costats amb la corona de Khepreix. Nefertiti i les seves filles mai hi van ser esculpides. Les inscripcions mostren que Nefertiti havia de seguir el seu marit, seguida de Meritaten, Meketaten i Ankhesenpaaten. Darrere de les princeses hi veiem la germana de la reina Mutbenret.[14]
- Tomba 22: Tomba anònima. La llinda mostra la família reial adorant l'Aton. Akhenaton es mostra amb la corona de Khepreix. Nefertiti, amb la seva corona blava, segueix al seu marit, seguida de tres princeses, probablement Meritaten, Meketaten i Ankhesenpaaten. Darrere de les princeses hi veiem la germana de la reina Mutbenret.
- Tomba del Sud 25: A la tomba d'Ay. Mutbenret s'hi mostra com a una nena. Els seus títols formals inclouen "Germana de la Gran Esposa Reial" (que indica una relació directa amb Nefertiti). Mutbenret està representada en una escena al gruix d'una paret exterior. L'acompanyen els seus dos nans Hemetniswerneheh i Mutef-Pre.[15]

S'especula que una peça d'alabastre trobada a la tomba de Tutankamon d'un vaixell que porta una dama amb un nan representa a Mutbenret amb un d'aquests homes.